# Różniczka niezupełna
Różniczka niezupełna – w termodynamice jest pewną ilością, w szczególności ciepła Q i pracy W, które nie są funkcjami stanu i których wartość zależy od sposobu przebiegu procesu termodynamicznego. Symbol {\displaystyle \delta } został pierwotnie użyty przez niemieckiego matematyka Carla Gottfrieda Neumanna w jego pracy Vorlesungen uber die mechanische Theorie der Warme wydanej w 1875 r, wskazuje, że {\displaystyle Q} i {\displaystyle W} są zależne od drogi procesu. W warunkach nieskończenie małych wielkości, pierwsza zasada termodynamiki jest w tym przypadku wyrażona następująco:
{\displaystyle \mathrm {d} U=\delta Q-\delta W,}
gdzie {\displaystyle \delta Q} i {\displaystyle \delta W} są „różniczkami niezupełnymi”, tj. zależnymi od drogi; {\displaystyle \mathrm {d} U} zaś jest „różniczką zupełną”, tj. niezależną od sposobu przebiegu procesu.